# Rico Rodriguez
Emmanuel Rodriguez (Rico, Reco o El Reco) (La Habana, Cuba, 17 de octubre de 1934-Londres, Inglaterra, 4 de septiembre de 2015) fue un trombonista de música jamaicana.
Aprendió a tocar el trombón en el colegio Alpha Boys, gestionado por monjas, auténtico semillero de grandes músicos de Jamaica como John "Dizzy" Moore, Yellowman y los saxos Lester Sterling y Roland Alphonso. Su tutor fue otro alumno, Don Drummond, que se convirtió en uno de los grandes del ska. Después continuó su formación musical en la escuela Stoney Hill Music, donde estuvo muy influido por los trombonistas J.J. Johnson y Kai Winding.
Rico se adhirió al movimiento rastafari y se unió al baterista Count Ossie en la comunidad rastafari de Wareika Hills. La influencia del jazz fue decisiva en la música de Rico, así como la música cubana de los años 1950.
De 1957 a 1958 trabajó en la Eric Deans Orchestra. En 1961 se trasladó al Reino Unido, donde continuó tocando en bandas de música de reggae. En 1976 grabó con la compañía Island Records su más importante álbum, Man From Wareika. En la década de 1970, se unió al nuevo estilo 2 Tone, junto a bandas como The Specials.
Desde 1996, además de atender otros compromisos, tocó habitualmente con Jools Holland's Rhythm and Blues Orchestra.
En agosto de 2015, con 80 años de edad, Rico Rodriguez fue internado en Londres, Inglaterra, debido a que se encontraba gravemente enfermo. Finalmente falleció la mañana del viernes 4 de septiembre de 2015 a los casi 81 años.